# Дедово (Болгария)
Дедово (болг. Дедово) — село в Болгарии. Находится в Пловдивской области, входит в общину Родопи. Население составляет 81 человек.

## Политическая ситуация
В местном кметстве Храбрино, в состав которого входит Дедово, должность кмета (старосты) исполняет Михаил Димитров Крыстанов (Болгарская социалистическая партия (БСП)) по результатам выборов.
Кмет (мэр) общины Родопи — Йордан Георгиев Шишков (БСП) по результатам выборов.